# Ciomad
Pour l’article homonyme, voir Csomád.
Le Ciomad, en hongrois Csomád, est un volcan de Roumanie situé dans le centre du pays, en bordure des Carpates orientales et du plateau de Transylvanie, au nord de Brașov. Il a connu sa dernière éruption il y a environ 30 000 ans. Le lac Sfânta Ana occupe l'un de ses cratères.

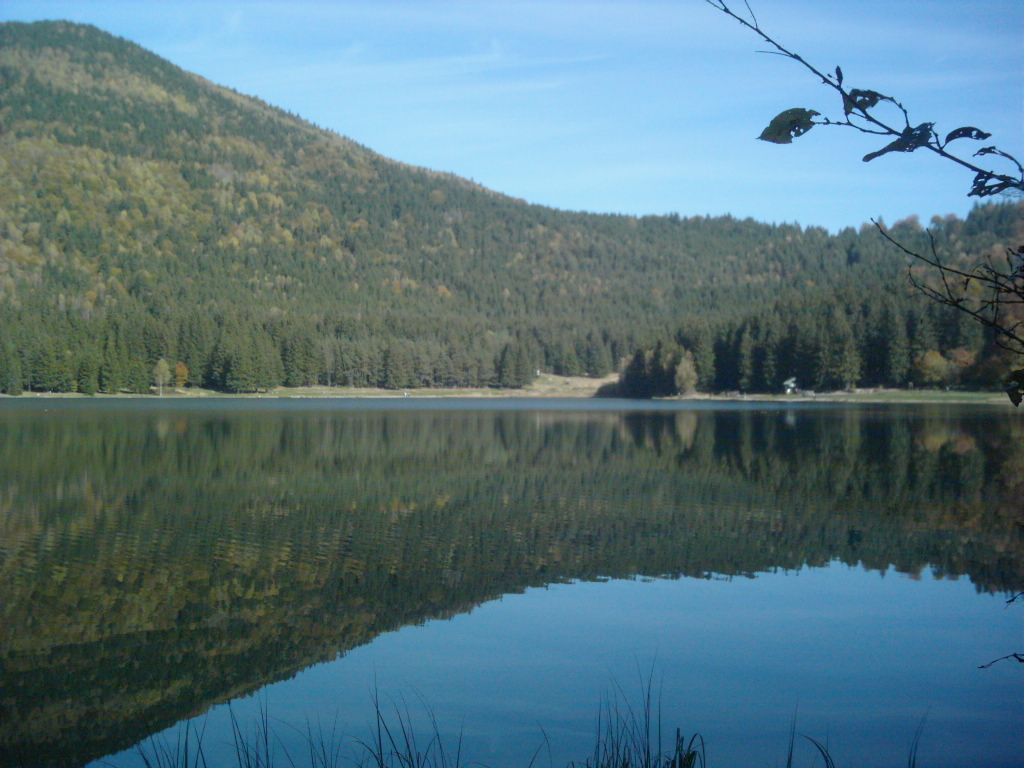
Vue du lac Sfânta Ana.